# Iglesia de Santa María de la Asunción (Bermeo)
La iglesia de Santa María de la Asunción es la más nueva de Bermeo. Fue construida a mediados del siglo XIX por el arquitecto Silvestre Pérez.

## Historia
Esta se construyó ya que su predecesora, la iglesia Santa María de la Tala debido a un muy mal estado de conservación, se tuvo que derruir, y debido a la gran cantidad de fieles de Bermeo las otras dos iglesias no podían albergarlos a todos. Iniciadas sus obras en 1823 y aunque terminaron en 1858 no lo inauguraron hasta 1866, aun así no estaba completada ni por dentro ni por fuera con la prisa que tenían por reemplazar a la vieja iglesia de la Tala. Por ejemplo, la torre se terminó en 1899.

## Descripción
El edificio es neoclásico, con dos torres a los lados, el lado derecho tiene un campanario el otro no se llegó a construir. Flanqueados por las torres se encuentra el pórtico que se accede a través de una fila de columnas que sirven de base al frontón triangular de encima. Este edificio recuerda más a un templo romano o griego que a una iglesia católica. La planta es de cruz griega con una gran cúpula cuadrada que remata en el centro. Entre los arcos que sujetan la cúpula hay cuatro retablos y en la entrada a los lados hay dos capillas.